# Кильдишевы
Кильдишевы (Килдешевы, Килдишевы) — русский княжеский род, происходящий из татар Золотой Орды.
Ишмамет-мурза Кильдишев выехал служить в Москву при царе Алексее Михайловиче. Его сын Григорий был стольником и воеводой в Симбирске (1689). Внуки последнего, Григорий и Евдоким Патрикеевичи, служили в Преображенском полку, участвовали в перевороте, которым на престол была возведена Елизавета Петровна, были записаны в лейб-компанию и пожалованы поместьями.
В указе царей Иоанна и Петра Алексеевичей 1689 года, воевода Симбирский, стольник Григорий Ишмаметьевич Кильдишев назван князем. Потомки его во всех служебных и других официальных документах именовались князьями.
Определением Правительствующего Сената от 23 января 1839 года, 03 марта 1859 года и 09 января 1862 года утверждены в достоинстве татарских князей с внесением в VI часть родословной книги:
1. Ротмистр Андрей Фёдорович и его жена Юлия Степановна и их дети: Павел, Сергей, Юлия, Надежда и Ольга.
2. Евдоким и Фёдор Андреевичи.
3. Александр Андреевич и его дети: Екатерина, Варвара, Андрей и внуки: Александр, Екатерина, Анастасия, Варвара, Павел и Сергей Андреевичи[1].

Род князей Кильдишевых был внесён в VI часть родословной книги Харьковской и Тамбовской губерний Российской империи.

## Известные представители
- Князь Кильдишев Григорий Шимаметев - стольник в 1690-1692г.
- Князь Кильдишев Михаил Ахманов - стольник в 1690-1692г.
- Князь Кильдишев Роман Усеевич - стольник в 1690-1692г.[2]
- Кильдишев, Владимир Клементьевич (1882—1946) — архитектор
- Кильдишев, Павел Андреевич (1853—1929) — русский общественный и политический деятель, член Государственной думы от Тамбовской губернии